# Мічештій-де-Кимпіє
Мічештій-де-Кимпіє (рум. Miceștii de Câmpie) — село у повіті Бистриця-Несеуд в Румунії. Адміністративний центр комуни Мічештій-де-Кимпіє.
Село розташоване на відстані 303 км на північний захід від Бухареста, 33 км на південний захід від Бистриці, 54 км на схід від Клуж-Напоки.

## Населення
За даними перепису населення 2002 року у селі проживали 349 осіб.
Національний склад населення села:
| Національність | Кількість осіб | Відсоток |
| -------------- | -------------- | -------- |
| румуни         | 332            | 95,1%    |
| угорці         | 12             | 3,4%     |
| цигани         | 5              | 1,4%     |

Рідною мовою назвали:
| Мова      | Кількість осіб | Відсоток |
| --------- | -------------- | -------- |
| румунська | 339            | 97,1%    |
| угорська  | 10             | 2,9%     |